# Isotima semirufa
Isotima semirufa là một loài tò vò trong họ Ichneumonidae.